# Annie Frykholm
Louise Annie Margaret Frykholm, född 3 januari 1872, död 26 mars 1955 i Åkerö, Leksand, var en svensk textilkonstnär.

## Biografi
Annie Frykholm var dotter till mariningenjören Johan Ludvig Frykholm och Elizabeth Lines Thorpe Allnutt. Hon studerade vid Tekniska skolan i Stockholm 1890–1895, tillsammans med Märta Måås-Fjetterström, Elsa Beskow, Gerda Sprinchorn och Clara Hahr. Dessa förblev vänner livet ut, och Frykholm blev särskilt nära vän med Måås-Fjetterström.
Frykholm var därefter anställd som lärare i konstslöjd vid högre flickskolan i Padua 1896–1897. Hon genomförde därefter studieresor till Paris, Tyskland och England. Hon etablerade en egen ateljé för gobelängvävning och mönsterritning under namnet Studio Annie Frykholm i Stockholm 1907. Hon var anställd som lärare vid Tekniska skolan 1912–1935.     
Annie Frykholm räknas till en av pionjärerna inom svensk textilkonst och hon medverkade i ett flertal internationella utställningar som representant av svenskt konsthantverk, bland annat i Chicago 1904 och vid Parisutställningen 1925 erhöll hon Grand Prix för sina vävnader. Hon tilldelades Litteris et artibus 1934. Hon förblev ogift.
Annie Frykholm är representerad vid Nationalmuseum i Stockholm och vid Länsmuseet Gävleborg (Hedvig Ulfsparres textilsamling).